# Ahlem Mosteghanemi
Ahlem Mosteghanemi (en idioma árabe : أحلام مستغانمي ), es una escritora argelina que ha sido llamada «la novelista de arabophone más famosa del mundo».

## Biografía

### Nacimiento en el exilio y regreso a Argelia
Ahlem nació en Túnez. Hija de un activista político militante que se vio obligado a exiliarse durante la guerra de liberación argelina. Tras la independencia, su familia regresó a Argelia, donde su padre, un intelectual y un humanitario, ocupó altos cargos en el primer gobierno argelino. Lanzó una campaña de alfabetización en todo el territorio y supervisó la distribución de tierras agrícolas a los más pobres. 1.	Nacimiento en el exilio y regreso a Argelia
Ahlam nació en Túnez (13 de abril de 1953). Es hija de un activista político militante que se vio obligado a exiliarse durante la guerra de liberación de Argelia. 
1.1	Vida de su padre
Su padre, Mohamed Cherif, participó en la revolución argelina. Participó en las manifestaciones del 8 de mayo de 1945, durante las que murieron 45.000 personas. Fue encarcelado y posteriormente liberado en 1947, perdió su trabajo en el municipio donde trabajaba y la policía francesa lo estuvo persiguiendo por su activismo político después de la disolución del Partido Popular de Argelia llevó al nacimiento de FLN
1.2	Su vida después del regreso a Argelia
Su familia regresó a Argelia donde su padre, un intelectual, ocupó altos cargos en el primer gobierno argelino. Lanzó una campaña de alfabetización en todo el territorio y supervisó la distribución de tierras agrícolas a los más pobres.

### Debut polémico
En los años 70, tras el intento de asesinato durante el golpe de Estado de Boumediene y la consiguiente hospitalización de su padre, quien también fue blanco en el atentado, Ahlem, como hermana mayor, asumió la responsabilidad de mantener a su familia como presentadora de radio. A la edad de 17 años, se convirtió en un nombre familiar en Argelia con el espectáculo diario poético Hammassat («Susurros») en la radio nacional. Mientras publicaba en 1973, Ala Marfa al Ayam, Ahlem también se convirtió en la primera mujer en publicar una compilación de poesía en árabe, que la puso en un camino espinoso. Fue seguido en 1976 por el lanzamiento de Al Kitaba fi Lahdat Ouray . En ese momento, ella era parte de la primera generación que adquirió el derecho a estudiar en árabe después de más de un siglo de prohibición por parte de la colonización francesa.
2.	 Debut
En 1970, después del intento de asesinato durante el golpe de Estado de Boumediene, su padre, que también fue atacado, fue hospitalizado. Ahlam, como hermana mayor, asumió la responsabilidad de mantener a su familia trabajando como locutora de radio. A los 17 años, se hizo un nombre en Argelia con el poético programa diario Hammassat (Whispers) en la radio nacional. Mientras publicaba en 1973, مرفأ على Ala Marfa al Ayam (To the Days ’Haven), Ahlem también se convirtió en la primera mujer en publicar una compilación de poesía en árabe. Fue seguida en 1976 por el lanzamiento de Al Kitaba fi Lahdat Ouray (The Writing in a Moment of Nudity). En ese momento, ella forma parte de la primera generación en adquirir el derecho a estudiar en árabe después de más de un siglo de prohibición por parte de la colonización francesa.
3.	Lengua árabe
El estudio del idioma árabe, que perfeccionó alentada por su padre, la proporcionó una sensación de liberación, ya que su familia no dominaba el idioma árabe recién adquirido en el país tras la independencia. En ese momento, la sociedad argelina estaba reconstruyendo su identidad y recuperándose de un pasado colonial que concluyó con la muerte de más de un millón y medio. La sociedad no estaba preparada para ver a una chica expresarse libremente sobre temas como el amor y los derechos de las mujeres y estaba aún menos preparada para que lo hiciera en el sagrado idioma árabe.
Aquí es donde comienza la batalla de Ahlam contra el sexismo. Aunque las mujeres habían luchado junto a los hombres durante la revolución, en la posguerra generalmente fueron relegadas a sus roles tradicionales y se les negó la libertad de expresión. Al terminar su licenciatura en literatura, la junta directiva de la Universidad de Argel rechazó su inscripción para un máster con el pretexto de su libertad de expresión tenía un impacto negativo en los estudiantes. También fue expulsada de la Unión de Escritores Argelinos por no ajustarse

### El terreno del idioma árabe
El estudio del idioma árabe, alentado por su padre de habla francesa como en venganza, le proporcionó una sensación de liberación ya que su familia no dominaba el idioma árabe recién readquirido en el país. Pero, en ese momento, la sociedad argelina estaba reconstruyendo su identidad y recuperándose de un pasado colonial que resultó con la muerte de más de un millón y medio. No estaba preparado para ver a una chica expresarse libremente sobre temas como el amor y los derechos de las mujeres y se estaba aún menos preparado para verla hacerlo en el sagrado idioma árabe. Aquí es donde comienza la batalla de Ahlem contra el sexismo. Aunque las mujeres habían luchado junto a los hombres durante la revolución, en la posguerra generalmente fueron relegadas a sus roles tradicionales; se les negó la libertad de expresarse y aspirar al éxito. Después de que ella recibió su licenciatura en literatura, la junta directiva de la Universidad de Argel rechazó su inscripción para un máster con el pretexto de que su libertad de expresión tenía un impacto negativo en los estudiantes. También fue expulsada de la Unión de Escritores Argelinos por no ajustarse a la línea política de su tiempo.
3.	Lengua árabe
El estudio del idioma árabe, que perfeccionó alentada por su padre, la proporcionó una sensación de liberación, ya que su familia no dominaba el idioma árabe recién adquirido en el país tras la independencia. En ese momento, la sociedad argelina estaba reconstruyendo su identidad y recuperándose de un pasado colonial que concluyó con la muerte de más de un millón y medio. La sociedad no estaba preparada para ver a una chica expresarse libremente sobre temas como el amor y los derechos de las mujeres y estaba aún menos preparada para que lo hiciera en el sagrado idioma árabe.
Aquí es donde comienza la batalla de Ahlam contra el sexismo. Aunque las mujeres habían luchado junto a los hombres durante la revolución, en la posguerra generalmente fueron relegadas a sus roles tradicionales y se les negó la libertad de expresión. Al terminar su licenciatura en literatura, la junta directiva de la Universidad de Argel rechazó su inscripción para un máster con el pretexto de su libertad de expresión tenía un impacto negativo en los estudiantes. También fue expulsada de la Unión de Escritores Argelinos por no ajustarse a la línea política de su tiempo

### Lucha e influencia
Durante más de 35 años, la contribución de Ahlem enriqueció la escena literaria árabe con su muy aclamada obra sentimental y poética. Además, a través de sus escritos encabezó la lucha contra la corrupción, la injusticia, los regímenes totalitarios, el fundamentalismo, las nuevas formas de colonización y la denigración de los derechos de las mujeres. Sus citas, sobre el amor y la política, son ampliamente utilizadas por el público árabe. A partir de enero de 2016, la autora es seguida por más de 9 millones de fanáticos en Facebook y 700 000 en Twitter.
4.	Matrimonio
En Argel, Mosteghanemi conoció a Georges. Periodista e historiador libanés con un profundo conocimiento de Argelia que estaba preparando una tesis sobre "Arabización y conflictos culturales en Argelia independiente". Se casaron en 1976 en París y se establecieron allí.
5.	Vida en París
Ahlam realizó sus estudios universitarios en la Sorbona, donde en 1982 obtuvo un doctorado en Sociología. Su tesis exploró las relaciones entre ambos sexos en la sociedad argelina. Su doctorado estuvo bajo la guía de Jacques Berques, un eminente orientalista, quien también escribió el prefacio de su tesis (publicada en 1985 por L’Harmattan como Algérie, femmes et écriture). Durante los quince años que pasó en París, Ahlam participó en varias revistas, y posteriormente durante su maternidad y con tres niños bajo su cuidado, escribió fragmentos de los que resultó una novela después de cuatro años
9.	Lucha e influencia
Las contribuciones de Ahlam a la escena literaria árabe han influido en su trabajo, de estilo emocional y poético. Además, lideró muchas batallas contra la corrupción, la injusticia, los regímenes totalitarios, el fundamentalismo y la baja visibilidad de las mujeres a través de sus escritos, que fueron ampliamente difundidos por el público árabe. El 1 de enero de 2016, la escritora tenía más de 9 millones de seguidores en Facebook y 700 000 en Twitter.
Ahlam justificó su transición de la poesía a la prosa diciendo: «Cuando perdemos un amor, uno escribe un poema, cuando perdemos nuestra patria, uno escribe una novela». Argelia nunca está lejos de su mente: «Hay países en los que vivimos y países que viven en nosotros». 
10.	Ahlam y la UNESCO
La Organización de las Naciones Unidas para la Educación, la Ciencia y la Cultura (UNESCO) eligió a Ahlam Mosteghanemi para convertirse en la artista de la UNESCO por la paz y la portadora de la misión de la organización por la paz durante dos años. Fue elegida por ser una de las escritoras árabes más influyentes, y sus obras se encuentran entre las obras más populares del mundo.
Además, Ahlam Mostaghanemi trabajó como profesora visitante en varias universidades internacionales como la Universidad de Beirut, Montpellier, Lyon y la Sorbona, donde dio conferencias a cientos de estudiantes.
francesa para encarcelar a intelectuales argelinos”
6.1	Premios y distinciones por la novela
En 1998, Ahlam recibió el Premio Literario Naguib Mahfouz porجسد ذاكرة "Memoria del Cuerpo". Este premio fue fundado por la American University en El Cairo, que tradujo la novela al inglés y la publicó en 2000. El jurado dijo de la autora: «Ahlam es la luz que brilla en la oscuridad oscura donde pudo salir del exilio lingüístico resultante de la colonización francesa para encarcelar a intelectuales argelinos”
Nizar Qabbani, el poeta más famoso en el mundo árabe, dijo sobre la novela “Raramente me llevan delante de una de las novelas, y la razón del vértigo de que el texto que leí se asemeja al punto de conformidad es  locura y tensa; intrusiva y brutal; y humanista y lujurioso fuera de la ley como yo. Si alguien me pidió que firmara mi nombre bajo esta novela excepcional, estaba bañada por la lluvia de poesía ... Cuando dudó por un momento y continúa”, Nizar Qabbani dijo: "Ahlam Mosteghanemi estaba en su novela escribiendo mi mismo sin saberlo, era como yo. Atacado en el papel blanco con una estética ilimitada y feroz ilimitado ... Y la locura no tiene límite ... La novela es un poema escrito en todos los mares, el mar del amor, el mar del sexo; el mar de ideología y el mar de la revolución argelina con sus luchadores, mercenarios, héroes, asesinos y ladrones, esta novela no solo resume la "memoria de la carne" sino que también acorta la historia del dolor argelino, el dolor argelino y la ignorancia argelina que está a punto de terminar ... Lee: "No levantes la voz fuerte ... Porque Ahlam Si escuchas tus hermosas palabras sobre eso, cosecharé ... Le respondí: Déjala enloquecer ... Porque las grandes obras creativas solo están escritas insanamente" 
El primer presidente argelino Ben Bella, dijo desde su exilio: "Ahlam es el sol argelino que ilumina el mundo árabe”;  el director Youssef Chahine, quien ganó un premio a la Palma de Oro, compró los derechos de la novela para convertirla en una película poco antes de su muerte y Mustapha Akkad, el productor árabe que produjo la película Omar Al mujtar con el actor Antoni Quien, dijo que uno de sus sueños era “convertir esa novela en una película". Pero murió en un ataque terrorista en Amán antes de hacer su sueño realidad.
6.2	Trilogía
Ahlam continuó su éxito literario con dos series sucesivas de su novela. La primera era Chaos of the Senses, publicada en 1997  y considerada una continuación de la novela جسد ذاكرة "Memoria del cuerpo", que se convirtió en best-seller en todo el mundo árabe . En 2003, Ahlam publicó el último libro de la trilogía en la trilogía,سرير عابر Transient. Como parte de una trilogía clásica, y ha sido reimpreso más de veinte veces.
7.	El libro “Olvidate de Km.”
En 2010 Al final del mismo año, Ahlam publicó su libro, كوم دوت نسيان "Olvídate de. Km".. Sirvió como guía para las mujeres, donde se acercó a un público femenino (y escribió en la portada de humor que está prohibido venderlo a los hombres)
8.	La última novela “El negro es apropiado para ti”
En 2012 se publicó su última novela, "El negro es apropiado para ti", de la que se vendieron en ese mismo año más de doscientas mil copias. Es considerada una de sus novelas más famosas y de las mejores. La novela enfatizó el estatus de Ahlam como una de las novelistas árabes más importantes. Trata de un joven mentor argelino cuyo padre era una cantante que fue asesinado en la década de 1990 por terroristas que se oponían a cualquier forma de arte en la sociedad. Este cantó en el funeral de su padre para desafiar el terrorismo, y mientras se embarcaba en una carrera como cantante, un misterioso hombre rico trata de seducirla. La novela aborda el desafío del tiempo. Y no sólo trata el terrorismo, sino también contra el poder abrumador del dinero y los medios de comunicación.
```
Su primera novela “Memoria del cuerpo” Una vez establecida en el Líbano en 1993, Mostaghanemi presentó su novela جسد ذاكرة "Memoria del cuerpo" a Dar al-Adab. El editor describió esta novela como una bomba que revolucionaría el mundo de la escritura y sería un gran éxito en todo el mundo árabe.
```

Esta obra plantea la decepción de la generación de posguerra, reflejando la decepción de una generación de árabes enteros y la historia de la lucha del pueblo argelino contra la ocupación francesa, documentando las sagas del país para conseguir su liberación, en las que murieron más de un millón de mártires. La novela está escrita de una manera moderna, lejos de la forma tradicional de las novelas árabes, está escrita de manera poética, es interesante, influyente y profunda, y sus lectores pueden conocer la historia moderna de Argelia a través de ella.
Narra una historia de amor entre la heroína, hija de uno de los líderes de la revolución en la ciudad de Constantino, y un joven revolucionario, que participó con su padre en las batallas de liberación y perdió su brazo en una de las batallas. Por un lado, el joven héroe es un pintor con un solo brazo que migra a Francia tras la independencia debido a la complicada situación en Argelia, y por otro, la joven heroína perdió a su padre en las batallas de liberación, y sintió que había perdido sus sueños debido a las diferencias que asolaron a los camaradas de la revolución después de la independencia. La novela también documenta la personalidad de un joven poeta palestino que defiende la causa Palestina y que participó con los argelinos en las batallas de liberación.
Hasta ahora se han vendido más de un millón de copias en todo el mundo árabe. (Excluidas las ediciones pirateadas que superan en número a las ediciones legales en el mundo árabe). También se le atribuye la reconciliación del lector con el idioma árabe y la lectura. En 1998, Ahlam recibió el Premio Literario Naguib Mahfouz porجسد ذاكرة "Memoria del Cuerpo". Este premio fue fundado por la American University en El Cairo, que tradujo la novela al inglés y la publicó en 2000. El jurado dijo de la autora: «Ahlam es la luz que brilla en la oscuridad oscura donde pudo salir del exilio lingüístico resultante de la colonización francesa para encarcelar a intelectuales argelinos”
10.	Ahlam y la UNESCO
La Organización de las Naciones Unidas para la Educación, la Ciencia y la Cultura (UNESCO) eligió a Ahlam Mosteghanemi para convertirse en la artista de la UNESCO por la paz y la portadora de la misión de la organización por la paz durante dos años. Fue elegida por ser una de las escritoras árabes más influyentes, y sus obras se encuentran entre las obras más populares del mundo.
Además, Ahlam Mostaghanemi trabajó como profesora visitante en varias universidades internacionales como la Universidad de Beirut, Montpellier, Lyon y la Sorbona, donde dio conferencias a cientos de estudiantes

## Obras
La UNESCO imprimió todo su trabajo en Braille para lectores ciegos.

### Novelas
1. Zakirat el Jassad - Publicado por Dar al adab, Beirut, 1993, 34 printed editions. Considered by critics as a turning point in Arabic literature.
2. Fawda el Hawas - Publicado por Dar al adab en Beirut 1997, 30 printed editions.
3. Aber Sareer - Publicado por Dar al adab en Beirut 2003, 22 printed editions.
4. El Aswad Yalikou Biki  -Publicado por Hachette-Antoine en Beirut 2012

### Antologías
1. Ala Marfa al Ayam - Published by SNED in Algers 1973
2. Al Kitaba fi Lahdat Ouray - Publicado por Dar Al-Adab en Beirut 1976
3. Algérie, femmes et écriture - Publicado por l'Harmattan en París 1985
4. Akadib Samaka  - Publicado porl'ENAG in Algiers 1993
5. Nessyane.com - Publicado por Dar Al-Adab en Beirut 2009

### Investigación académica
1. Academic research for her doctoral thesis, París 1982, supervisado por Jacques Berque.

6.	Su primera novela “Memoria del cuerpo”
Una vez establecida en el Líbano en 1993, Mostaghanemi presentó su novela جسد ذاكرة "Memoria del cuerpo" a Dar al-Adab. El editor describió esta novela como una bomba que revolucionaría el mundo de la escritura y sería un gran éxito en todo el mundo árabe.
```
Esta obra plantea la decepción de la generación de posguerra, reflejando la decepción de una generación de árabes enteros y la historia de la lucha del pueblo argelino contra la ocupación francesa, documentando las sagas del país para conseguir su liberación, en las que murieron más de un millón de mártires. La novela está escrita de una manera moderna, lejos de la forma tradicional de las novelas árabes, está escrita de manera poética, es interesante, influyente y profunda, y sus lectores pueden conocer la historia moderna de Argelia a través de ella.
```

```
Narra una historia de amor entre la heroína, hija de uno de los líderes de la revolución en la ciudad de Constantino, y un joven revolucionario, que participó con su padre en las batallas de liberación y perdió su brazo en una de las batallas. Por un lado, el joven héroe es un pintor con un solo brazo que migra a Francia tras la independencia debido a la complicada situación en Argelia, y por otro, la joven heroína perdió a su padre en las batallas de liberación, y sintió que había perdido sus sueños debido a las diferencias que asolaron a los camaradas de la revolución después de la independencia. La novela también documenta la personalidad de un joven poeta palestino que defiende la causa Palestina y que participó con los argelinos en las batallas de liberación.
```

Hasta ahora se han vendido más de un millón de copias en todo el mundo árabe. (Excluidas las ediciones pirateadas que superan en número a las ediciones legales en el mundo árabe). También se le atribuye la reconciliación del lector con el idioma árabe y la lectura.
En 1998, Ahlam recibió el Premio Literario Naguib Mahfouz porجسد ذاكرة "Memoria del Cuerpo". Este premio fue fundado por la American University en El Cairo, que tradujo la novela al inglés y la publicó en 2000. El jurado dijo de la autora: «Ahlam es la luz que brilla en la oscuridad oscura donde pudo salir del exilio lingüístico resultante de la colonización francesa para encarcelar a intelectuales argelinos”
11.	Obras
Las novelas de Ahlam Mosteghanemi han sido utilizadas en planes de estudio en varias universidades y escuelas de todo el mundo, y se han llevado a cabo docenas de tesis e investigaciones sobre su trabajo. El Ministerio de Educación francés utilizó partes de la memoria corporal para las pruebas de bachillerato francés en 2003 en 15 países donde los estudiantes árabes fueron seleccionados como el segundo idioma; su trabajo fue traducido a varios idiomas extranjeros por prestigiosas editoriales, incluidos libros de bolsillo en francés e inglés. También dio una conferencia como profesora visitante en varias universidades de todo el mundo, incluyendo: American University of Beirut, 1995 - University of Maryland, 1999 Universidad de Maryland - Sorbonne University, 2002 - University of Montpellier, 2002 - University of Lyon, 2003 - Yale University, 2005- Instituto de Tecnología de Massachusetts, Boston, 2005 - Universidad de Míchigan
11.1	Novelas
-	جسد ذاكرة (Memoria de la carne / Puentes de Constantino) - Publicado por Dar al- Adab, Beirut, 1993, 34 ediciones. Los críticos lo consideraron un punto de inflexión en la literatura árabe.
-	(Caos de los sentidos) -Publicado por la Casa de la Literatura en Beirut en 1997, 30 reimpresión
-	سرير عابر(Cama transitoria) -Publicado por Dar al-Adab en Beirut en 2003, 22 ediciones
-	(Leones acorde a ti) - Publicado por Hachette Antoine en Beirut
11.2	Poesía
-	(En el puerto de los días) - Publicado por la compañía marroquí en el barrio de la Victoria 1973.
-	(Escritura en el momento de la desnudez) - Publicado por la Casa de las Artes en Beirut 1976.
-	(Argelia, Mujeres y Escritos) - Publicado por L'Harmattan en París 1985.
-	(Fish Lies) - Publicado por L'ENAG en Argelia 1993
-	كوم دوت نسيان (Arte del olvido) - Publicado por la Casa de las Artes en Beirut
11.3	Investigación académica
Investigación académica de su tesis doctoral, París 1982, bajo la dirección de Jacques Burke . Fue impreso por la UNESCO en Braille.
12.	Premios
Fue seleccionada por la revista Forbes en 2006 como la mejor y más exitosa escritora árabe, después de haber superado las ventas de 2.300.000, y por ser una de las diez mujeres más influyentes en el mundo árabe y mujer líder en literatura. También fue seleccionada durante tres años consecutivos (2006, 2007 y 2008) como una de las 100 figuras públicas más influyentes en el mundo árabe por la revista Arabian Business, ocupando el primer lugar en el nº58 en 2008. El Gobernador de Beirut le otorgó el Escudo de Beirut en una ceremonia especial celebrada en el Palacio de la UNESCO a la que asistieron 1.500 personas mientras publicaba su libro "nessyane.com" en 2009. El Algerian Press Club la consideró “personalidad cultural argelina” en 2007. También fue nombrada como una de las mujeres árabes más destacadas de 2006 (seleccionadas entre 680 mujeres nominadas) por el Centro de Estudios de la Mujer Árabe París / Duba
Además, a recibió varios premios: la Medalla de Apreciación de la Fundación Sheikh Abdel Hamid Badis Ben Constantine, 2006; la medalla de los pioneros de la Comisión del Líbano por su trabajo en 2004; el Premio George Tarabeh de Cultura y Creatividad, Líbano, 1999; la Medalla de Lealtad de Amán por la Creatividad, Amán, Jordania, 1999; la Medalla Naguib Mahfouz de Literatura en Memoria del Cuerpo en 1998; el premio Nour Foundation para la Creatividad de la Mujer; la Medalla de Honor por el presidente Abdelaziz Bouteflika de Argelia en 2006; el Premio a La Mejor Escritora  Árabe 2014 en el Beirut International Prize Festival (BIAF); el premio a la Mujer Árabe del Año de Londres 2015;  ganó un evento con el apoyo del Alcalde de Londres y la Universidad Regent en Londres y recibió el Escudo de la Fundación Jimar para la Creatividad Árabe en Trípoli, Libia, 2007.
-